# Михаил Џавахишвили
Михаил Џавахишвили (груз. მიხეილ ჯავახიშვილი; презиме по рођењу: Адамашвили ადამაშვილი; 20. новембар 1880 – 30. септембар 1937) био је грузијски и совјетски писац који се сматра једним од најбољих грузијских писаца двадесетог века. Његова прва прича појавила се 1903. године, али је отада писац имао дугу паузу пре него што се вратио писању раних 1920-их. Његова непослушност совјетском идеолошком притиску коштала га је живота: погубљен је током Велике чистке, а његови списи су били забрањени скоро двадесет година. Према речима модерног британског проучаваоца руске и грузијске књижевности, Доналда Рејфилда, „његово живописно приповедање, директно in medias res, његов живахни хумор, суптилна иронија и морална храброст заслужују поређење са Стендалом, Ги де Мопасаном, и Емилом Золом. У савременој грузијској прози само је Константин Гамсахурдија могао да тежи истом међународном нивоу.“ 

## Младост и каријера
Рођен је као Михаил Адамашвили у селу Церакви у данашњем региону Доња Картлија, у Грузији (тада део Руског царства). Збрку са његовим правим презименом касније је објаснио и сам писац. Према његовим речима, његови деда и баба, рођени као Џавахишвили (племићка породица из провинције Картлија), убили су човека, па су морали да побегну у Кахетију где су узели ново име Токликишвили. Михаилов деда Адам вратио се у Картлију. Његов син Саба је уписан као Адамашвили. Ово име је носио и Михаил у младости, али је касније вратио породично презиме предака - Џавахишвили. Уписао се на Високу школу за хортикултуру и виноградарство на Јалти, али га је породична трагедија приморала да напусти студије: разбојници су му убили мајку и сестру, а отац му је убрзо умро. Вративши се у Грузију 1901. године, радио је у топионици бакра у Кахетији. Његова прва прича објављена је 1903. под псеудонимом Џавахишвили, након чега је уследила серија новинарских чланака који критикују руске власти. Године 1906, царске политичке репресије приморале су га да се повуче у Француску, где је студирао уметност и политичку економију на Универзитету у Паризу. Након опсежних путовања у Швајцарску, Велику Британију, Италију, Белгију, Сједињене Државе, Немачку и Турску од 1908. до 1909. године, тајно се вратио у своју домовину да би 1910. био ухапшен и прогнан из Грузије . Вратио се 1917. и после скоро петнаест година паузе наставио да пише. Године 1921. придружио се Националној демократској партији Грузије и био је у опозицији према совјетској влади успостављеној у Грузији исте године. Током 1923. године, током бољшевичког обрачуна са партијом, Џавахишвили је ухапшен и осуђен на смрт, али је ослобођен кривице уз посредовање Савеза писаца Грузије и пуштен након шест месеци затвора. Џавахишвилијево помирење са совјетским режимом било је само површно, а његови односи са новим властима остали су несигурни.

## Најбољи радови
Џавахишвили је вешто уградио народну фразеологију у нормализовани наративни језик. У својим најбољим делима, романописац комбинује разарајући реализам и карактеристичне хумористичке додире са песимизмом и анархијом у позадини да би супротставио живот у селу и граду, царско и совјетско време. Његови заплети, понекад отворено бунтовни, насилни и сексуално страствени, укрштају се са традиционалним табуима и побијају свако помирење са новим светом и имају заједничку основу: успон грузијског кулака, живот грузијског аристократског интелектуалца и дилетанта и утицај на њих руске револуције 1917. и бољшевичког преузимања власти 1921. године.
У својој најтипичнијој и најутицајнијој новели, Jaqo's Dispossessed (ჯაყოს ხიზნები; Jakos Khiznebi)), први пут објављеној 1924. године, Џавахишвили супротставља авантуристичког, грабежљивог, варалицу Јакоа са његовом жртвом, принцом Тејмуразом Кевистави, љубазним, интелектуалним и неефикасним филантропом коме Јако, његов повереник, одузима богатство, лепу и вољену жену Марго, па чак и његов разум. У личности Тејмураза пратимо пропаст старог племства, разочарање у револуцију и деморализацију након пада краткотрајне независне Грузије. Још једно велико дело, сатирично Квачи Квачантирадзе (კვაჭი კვაჭანტირაძე; 1924), драматизовано је 1927. за Руставели театар Сандра АхметелијаРуставели театар, али је пројекат прекинут када су га водећи про-бољшевички критичари прогласили као порнографски (драма је отада изгубљена). У свом роману Бели оковратник (თეთრი საყელო) из 1926. године, Џавахишвили описује судбину слободољубивих и стоичких грузијских планинара – Кевсура – у новој совјетској стварности. Елизбар из Тбилисија, иритиран због презира од стране своје веома сексуалне, али глупе космополитске супруге Цуцкије, повлачи се у Кевсуретске висоравни и док тражи бакар заљубљује се и жени традиционалном, али вољеном и живахном припадницом клана Кевсур, Катуном. Иако је добродошао и спријатељио се са локалном планинском заједницом, Елизбар, жудећи да се врати животу града (симболизован у причи као <i>Бели овратник</i>), доводи Хатуну у Тбилиси и напушта своје планинске пријатеље и тазбину пред предстојећом катастрофом којој је претходио је кевсурски оружани отпор Совјетима.
Крунска заслуга Џавахишвилијевог дела – роман Арсен од Марабде (არსენა მარაბდელი) – настао је између 1933. и 1936. године. Писац је провео године у истраживању и преправљању руске и грузијске верзије романа. Радња је заснована на животу стварне историјске личности, разбојника Арсена Оџелашвилија, који је такође омиљени херој грузијског фолклора. Џавахишвили се фокусира на трагичну нужност због које се витешки сељак Арсен дегенерише у типичног разбојника из 19. века. Иако је прича о одметнику који се бори против племства сматрана „идеолошки тачном“, „леви“ критичари су били сумњичави према Џавахишвилијевим препознатљивим паралелама између царске Русије и совјетске државе. Џавахишвили је многе своје мисли ставио у Арсенова уста. Један пример је његова чувена фраза: „Русија галопира за Европом, а тело које крвари и вуче за собом на конопцу је Грузија“. Дело је стекло велику популарност код обичног читаоца и огорчене нападе комунистичких критичара и пролетерских писаца који су га оптуживали за корупцију, лажно представљање, клевету и субверзију; чак је и чињеница да је његов нећак радио као кондуктер у трамвају у Грчкој искоришћена против њега.

## Политички погледи и последње године
Због својих патриотских ставова Џавахишвили је више пута хапшен и прогнаван чак и за време Руске империје. Након слома Прве Грузијске демократске републике и анексије земље од стране руског бољшевичког режима, увек је био под посебном присмотром због својих ставова и бившег чланства у Национал-демократској партији. Године 1924. био је осумњичен за учешће у патриотској побуни, затворен је и након низа испитивања и мучења осуђен на смрт. Преживео је само због „љубазног расположења“ Григорија Орџоникидзеа, кога су лично молили Џавахишвилијеви блиски пријатељи историчар Павле Ингороква и лекар Николоз Кипшидзе. Иако су односи између писца и владајућег режима увек били напети, Џавахишвили се 1930. сукобио са Малакијом Торошелидзеом, председником Уније писаца и народним комесаром за образовање, за кога се сумњало да је троцкиста, након што је овај забранио класике грузијске књижевности. По доласку Лаврентија Берије на власт, забрана је укинута, а Џавахишвили је за кратко време стекао наклоност. Његов Арсен од Марабде је поново објављен, драматизован и снимљен. Међутим, није успео да избегне горку критику бољшевика ни након што је 1936. објавио умерени Женски терет (ქალის ტვირთი), покушај соц-реалистичког романа. То је била прича о једној револуционарки, али буржоаској жени, Кетеван, чији је љубавник, бољшевички подземни радник Зураб, наговара да се уда за царског жандарма Авшарова, кога треба да убије. Совјетски идеолог Владимир Ермилов осудио је роман, тврдећи да илуструје бољшевике као чисте терористе и да жандарме чини превише витешким. Убрзо, Берија је негодовао због Џавахишвилијевог одбијања да тражи његов савет у вези са представљањем бољшевичких активности у предреволуционарној Грузији. Штавише, Џавахишвили је био осумњичен да је упозорио писца Григола Робакидзеа на предстојеће хапшење и помогао му да пребегне у Немачку још 1930. године. Ствари су се захуктале када је 1936. оптужен да је хвалио француског писца Андреа Жида чији су Retour de l'URSS (Повретак из СССР-а) и хвале грузијских писаца о књизи поново класификовали Жида и Џавахишвилија у непријатеље. Дана 22. јула 1937. године, када је песник Паоло Иашвили пуцао у себе у згради Савеза књижевника, а на седници Уније је усвојена резолуција којом се песников потез проглашава антисовјетском провокацијом, Џавахишвили је био једина особа која је хвалила песникову храброст. Четири дана касније, 26. јула, президијум Уније је изгласао: „Михаил Џавахишвили, као народни непријатељ, шпијун и диверзант, треба да буде искључен из Уније писаца и физички уништен". Његови пријатељи и колеге, укључујући и оне који су већ били у затвору, били су приморани да инкриминишу Џавахишвилија као контрареволуционарног терористу. Само је критичар Геронти Кикодзе напустио седницу Уније у знак протеста уместо да да сагласност за резолуцију. Романописац је ухапшен 14. августа 1937. и мучен у присуству Берије док није потписао „признање“. Стрељан је 30. септембра 1937. године. Имовина му је конфискована, а архива уништена, брат стрељан, а удовица послата у прогонство. Џавахишхили је остао под цензуром све до касних 1950-их када је рехабилитован и поново објављен. Неке епизоде из његове биографије, попут оних од Димитрија Шеварнадзеа, Тенгиз Абуладзе је даље користио у свом филму Покајање (მონანიება).

## Дела

### Романи
- (1924) კვაჭი კვაჭანტირაძე; Превод на енглески: Kvachi Kvachantiradze (2015)
- (1925) ჯაყოს ხიზნები; Превод на енглески: Jaqo's Dispossessed
- (1926) თეთრი საყელო; Превод на енглески: The White Collar
- (1928) გივი შადური; Превод на енглески: Givi Shaduri
- (1932) არსენა მარაბდელი; Превод на енглески: Arsena of Marabda
- (1936) ქალის ტვირთი; Превод на енглески: A Woman's Burden

### Новеле
- (1923) ტყის კაცი; Превод на енглески: Man of the Forest
- (1925) ლამბალო და ყაშა; Превод на енглески: Lambalo and Qasha
- (1927) კურდღელი; Превод на енглески: Rabbit
- (1928) დამპატიჟე; Превод на енглески: Invite me
- (1928) მიწის ყივილი; Превод на енглески: Call from Motherland
- (1929) ფინჯანი; Превод на енглески: A Cup
- პატარა დედაკაცი; Превод на енглески: A small woman

### Кратке приче
- Chanchura (1903)
- Shoemaker Gabo (1904)
- The Kurka's wedding
- A Stone of Devil
- Eka
- Night of the Autumn
- Melted chain
- People's Law
- Metal sieve
- Teties
- Golden Teeth
- Ownerless
- Velvet dress
- Award
- Mususi
- Qbacha has been late
- Thruthful Abdulah
- Two Verdicts (1925)
- Grandfather Dimo (1926)
- Two suns (1927)
- Five stories
- Nine Virgos (1935)
- Follower
- Two teeth
- An Avenger
- The Third